# Calle Siete Culebras
La calle Siete Culebras es una calle ubicada en la zona monumental de la ciudad del Cusco, Perú. La calle es una vía peatonal ubicada entre dos construcciones coloniales como son la iglesia de San Antonio Abad y el antiguo Monasterio de las Nazarenas que actualmente están ocupados por dos de los hoteles más lujosos de la ciudad, ambos de la cadena Belmond: Palacio Nazarenas y Monasterio.
Antiguamente llamada Amaru Ccata (en quechua: Amaru «serpiente» ) se bautizó como Siete Culebras porque a lo largo del peatonal pasaje hay 14 de estos reptiles grabados sobre la piedra; siete a cada lado. Las imágenes más al alcance la vista se encuentran en el vértice con la Plazoleta de las Nazarenas en los muros de la edificación conocida como Casa de las Sierpes. Adicionalmente, en su breve recorrido tiene un arco que une los edificios de sus costados así como los restos de un segundo arco.
Desde 1972 la vía forma parte de la Zona Monumental del Cusco declarada como Monumento Histórico del Perú. Asimismo, en 1983 al ser parte del casco histórico de la ciudad del Cusco, forma parte de la zona central declarada por la UNESCO como Patrimonio Cultural de la Humanidad. y en el 2014, al formar parte de la red vial del Tawantinsuyo volvió a ser declarada como patrimonio de la humanidad.